# Japan Open Tennis Championships 1996
Il Japan Open Tennis Championships 1996 è stato un torneo di tennis giocato sul cemento. È stata la 24ª edizione del Japan Open Tennis Championships, che fa parte della categoria Championship Series nell'ambito dell'ATP Tour 1996 e della Tier III nell'ambito del WTA Tour 1996. Sia il torneo maschile che quello femminile si sono giocati all'Ariake Coliseum di Tokyo in Giappone, dal 15 al 22 aprile 1996.

## Campioni

### Singolare maschile
Pete Sampras ha battuto in finale  Richey Reneberg con il punteggio di 6–4, 7–5

### Singolare femminile
Kimiko Date ha battuto in finale  Amy Frazier con il punteggio di 7–5, 6–4

### Doppio maschile
Todd Woodbridge /  Mark Woodforde hanno battuto in finale  Mark Knowles /  Rick Leach con il punteggio di 6–2, 6–3

### Doppio femminile
Kimiko Date /  Ai Sugiyama hanno battuto in finale  Amy Frazier /  Kimberly Po con il punteggio di 7–6, 6–7, 6–3